# Dín l-Art Ħelwa

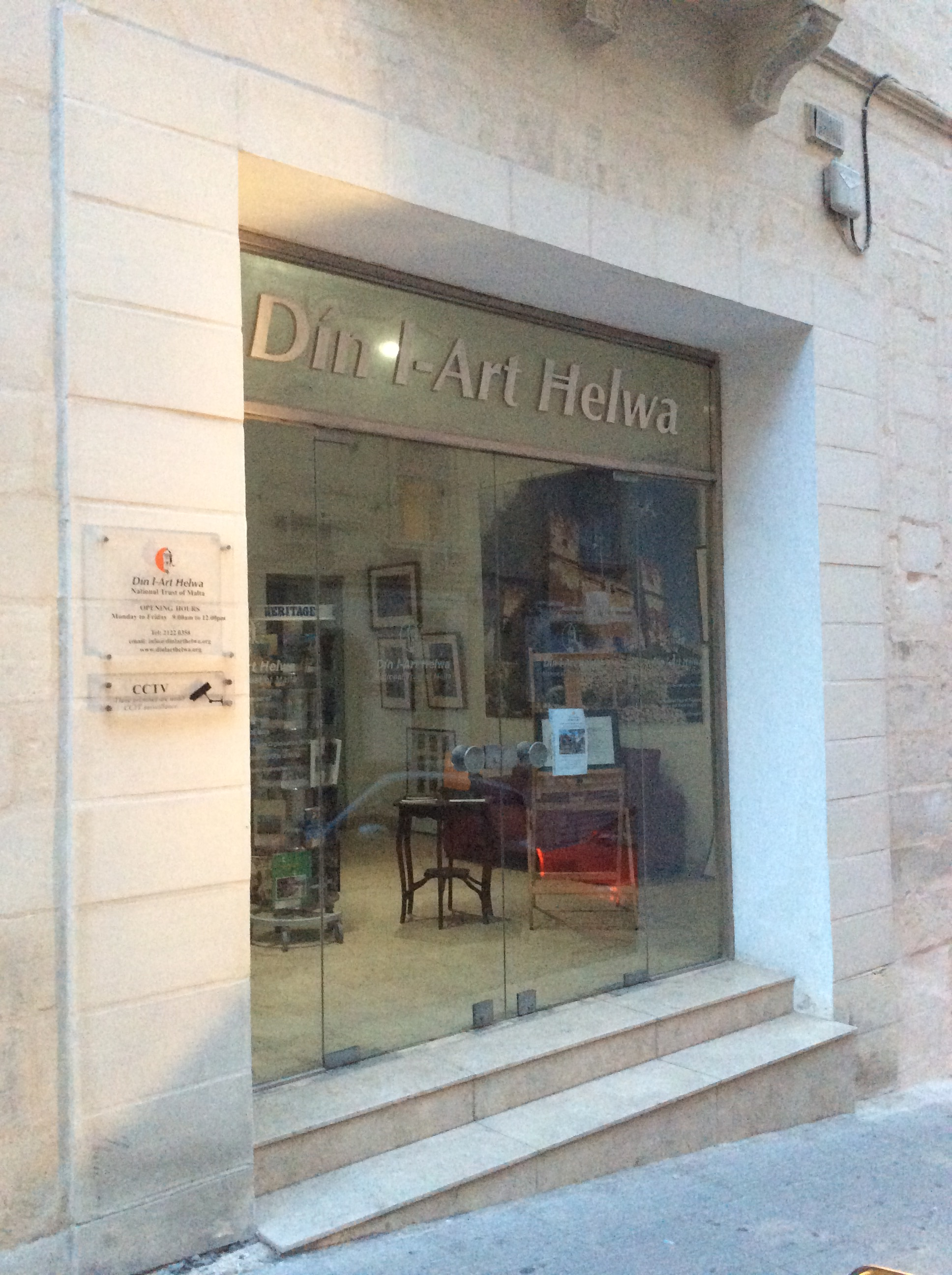
Eingang zum Hauptsitz in Valletta

Dín l-Art Ħelwa ist eine gemeinnützige Organisation, die, ähnlich dem englischen National Trust, Objekte aus dem Bereich der Denkmalpflege in Malta betreut. Sie wurde 1965 in Valletta gegründet und finanziert sich über Mitgliedsbeiträge, Spenden und Sponsoring.
Zu den Aufgaben und Zielen von Dín l-Art Ħelwa gehören die Förderung des öffentlichen Interesses für Denkmal- und Naturschutz, Information über die Wichtigkeit des kulturellen Erbes, die Durchsetzung bestehenden Rechts und Einbringung von Gesetzesvorschlägen, die Restaurierung und Renovierung vernachlässigter oder vandalierter Kulturdenkmäler, der Besitz oder die Verwaltung von Kulturdenkmälern sowie Lobbyarbeit.
Dín l-Art Ħelwa veröffentlicht eine halbjährlich erscheinende Zeitschrift (Vigilo) sowie Broschüren mit kulturhistorischen Spaziergängen durch einzelne Gemeinden.

## Betreute Objekte
Im Besitz oder unter Verwaltung von Dín l-Art Ħelwa
- Friedhof Ta’ Braxia in Gwardamanġa, Pietà
- Msida Bastion Garden of Rest in Floriana
- St Paul’s Bay Tower in San Pawl il-Baħar
- Qalet Marku Tower bei Baħar iċ-Ċagħaq
- Torri Mamo bei Marsaskala
- Għallis Tower an der Salina Bay
- St Agatha’s Tower (Red Tower) bei Mellieħa
- Delimara Lighthouse auf der Halbinsel Delimara bei Marsaxlokk
- Verkündigungskapelle von Ħal-Millieri in Żurrieq
- St. John the Evangelist chapel, Ħal-Millieri, Żurrieq
- Chapel of St Roque in Żebbuġ
- Santa Marija ta’ Bir Miftuħ bei Gudja
- Dwejra Tower bei San Lawrenz auf der Insel Gozo
- Santa Marija Tower und Santa Marija Battery auf der Insel Comino
- Aħrax Tower  bei Mellieħa

Restauriert von Dín l-Art Ħelwa
- De Vilhena Lion Statue in Valletta
- Wignacourt Fountain in Valletta
- St James Vedette in Valletta
- Ghajn Razul Fountain in San Pawl il-Baħar
- Mistra Gate in San Pawl il-Baħar
- St. Paul’s Statue auf den Saint Paul’s Islands
- Lunzjata Fountain in Kerċem auf Gozo
- Xlendi Tower bei Xlendi auf der Insel Gozo (zusammen mit der Gemeinde Munxar)
- St Anthony Battery bei Qala auf Gozo (zusammen mit der Gemeinde Qala)
- Teatru Manoel in Valletta (zusammen mit mehreren Partnern)
- Our Lady of Victory Church in Valletta (zusammen mit dem Valletta Rehabilitation Project und dem Museums Department, dem heutigen Heritage Malta)
- Isopu Tower (it-Torri ta’ Isopu) bei Nadur auf Gozo (zusammen mit der Gemeinde Nadur)